# Monika Kropej Telban
Monika Kropej Telban (rojena Šašel), slovenska etnologinja in umetnostna zgodovinarka, * 14. februar 1956, Ljubljana.
Raziskuje ljudsko pripovedništvo, predvsem ljudske pravljice in povedke, bajeslovje, ljudske zagovore in sodobne zgodbe oziroma urbane legende, ukvarja pa se tudi z zgodovino in teorijo etnološke vede. 

## Študij
Kropejeva je leta 1974 maturirala na klasični gimnaziji in se kasneje vpisala na Filozofsko fakulteto v Ljubljani. Leta 1980 je na tej isti fakulteti diplomirala iz etnologije in umetnostne zgodovine. Na oddelku za etnologijo Filozofske fakultete v Ljubljani je leta 1989 opravila tudi magisterij s študijo Karel Štrekelj in njegova narodopisna zapuščina ter leta 1993 obranila doktorsko disertacijo Ljudska kultura v slovenskih ljudskih pravljicah in povedkah na primerih Štrekljeve zapuščine.

## Delo
Prvotno je bila zaposlena v Slovenskem etnografskem muzeju v Ljubljani kot kustos pedagog, od leta 1985 pa kot raziskovalka Inštituta za slovensko narodopisje ZRC SAZU. Od 1. novembra 2002 do 31. oktobra 2010 je bila predstojnica Inštituta za slovensko narodopisje ZRC SAZU-ja.
Trenutno se ukvarja z raziskavo ljudskega pripovedništva, sodobnih zgodb, bajeslovnega izročila, ljudskega verovanja in zdravilstva.
Ureja mednarodno revijo in zbirko ljudskih pripovedi in sodeluje na številnih projektih in programih. Pripravlja tudi Kazalo slovenskih ljudskih pravljic. Objavlja tudi knjige za otroke in je sourednica zbirke Zakladnica slovenskih pripovedi, ki izhaja pri Založbi Didakta od leta 1999 dalje. Napisala je študijo o bajnih bitjih v slovenskem izročilu ter raziskave iz zgodovine slovenske etnologije. Sodelovala je pri projektu Temeljne raziskave slovenske ljudske kulture in pri pripravi Slovarja etnologije Slovencev. 
Mednarodno sodeluje s Centrom za plurilingvistiko Univerze v Vidmu, s Gian Paolo Grijem, Vincenzom Oriolesom in z Robertom Dapitom pri skupnem projektu ohranjanja tonskih posnetkov ljudskega pripovedništva, ki jih je Milko Matičetov posnel v Reziji med letoma 1960 in 1981.Sodeluje tudi s Nikolajem Mihailovim z Oddelka za jezike in kulture Srednje in Vzhodne Evrope Univerze v Vidnu pri izdajanju mednarodne revije Studia mythologica Slavica in spremljajoče knjižne serije Studia mythologica Slavica Supplementa. 

## Nagrade in priznanja
- 1996: zlati znak ZRC SAZU-ja
- 2023: Murkova nagrada
- 2025: Štrekljeva nagrada

### Strokovni članki
- 1981/1983 - Josip Šašel, etnograf (Traditiones, 10/12)
- 1988 - Štrekljevi sodelavci -  zbiralci narodopisnega gradiva (Traditiones, 17)
- 1990 - K poznavanju Štrekljeve etnološke usmeritve (Traditiones, 19)
- 1992 - Raziskovanje ljudskega pripovedništva na Slovenskem v luči mednarodnih usmeritev (Traditiones, 21)
- 1993 - Pravne sestavine v slovenskih ljudskih pravljicah in povedkah (Traditiones , 22)
- 1995 - Pravljica in stvarnost; Odsev stvarnosti v slovenskih ljudskih pravljicah in povedkah ob primerih iz Štrekljeve zapuščine, Ljubljana, založba ZRC
- 2001 - Karel Štrekelj;  Iz vrelcev besedne ustvarjalnosti, Ljubljana, založba ZRC
- 2003 - Charms in the Context of Magic Practice; The Case of Slovenia, Folklore 24, Tartu: 62–77
- 2001 - Desetništvo v ljudskem izročilu ( Traditiones 30/1, Ljubljana)
- 2002 – Monika Kropej, Roberto Dapit, V somraku kraljestva palčkov in škratov;  Slovenske pripovedi o palčkih, škratih, skrivnostnih lučkah in drugih prikaznih, Radovljica, založba Didakta (COBISS)
- 2003 - Cosmology and Deities in Slovene Folk Narrative and Song Tradition (Studia mythologica Slavica 6, Ljubljana-Udine)
- 2003 - Po sledeh ljudskega pripovedništva v Rožu (Traditiones, 32/1, Ljubljana: 57-81)
- 2004 - Sodobne zgodbe študentov Univerze v Ljubljani (Traditiones 33/1, Ljubljana)
- 2004 – Monika Kropej, Roberto Dapit, Zlatorogovi čudežni vrtovi; Slovenske pripovedi zmajih, belih gamsih, zlatih pticah in drugih bajnih živalih, Radovljica, založba Dadakta (COBISS)
- 2005 - La volpe nella tradizione narrativa, poetica e figurativa slovena (Rainaldo – La volpe in Alpe Adria e dintorni: letteratura, arte, Tradizioni, Ambiente (Ed. Roberto Vattori), Udine))
- 2007 - Folk Narrative in the Era of Electronic Media (Fabula 48/1-2, Berlin - New York)
- 2007 Lisica : njena vloga in sporočilnost v slovenskem in srednjeevropskem izročilu. Traditiones, letn. 36, št. 2. Ljubljana 2007, 115-142.
- 2008 Slovene midwinter : deities and personifications of days in the yearly, work, and life cycles. V: MENCEJ, Mirjam (ur.). Space and time in Europe : East and West, past and present, (Zbirka Zupaničeva knjižnica, št. 25). Ljubljana: Oddelek za etnologijo in kulturno antropologijo, Filozofska fakulteta: = Department of Ethnology and Cultural Anthropology, Faculty of Arts, Ljubljana 2008, 181-197.

### Knjige za otroke
- Visoko v gorah, globoko v vodah. Radovljica: Didakta, 1999. (COBISS)
- Od kod je ta naš svet. Radovljica: Didakta, 2000.
- V somraku kraljevstva palčkov in škratov: slovenske pripovedi o palčkih, škratih, skrivnostnih lučkah in drugih prikaznih. Radovljica: Didakta, 2002. (COBISS)
- Sledovi potujočih duš. Radovljica: Didakta, 2003.
- Zlatorogovi čudežni vrtovi: : slovenske pripovedi o zmajih, belih gamsih, zlatih pticah in drugih bajnih živalih. Radovljica: Didakta, 2004. (COBISS)
- Moč ti je dana. Radovljica: Didakta, 2005.
- Prek šibja, prek trnja, prek borov, prek dolov: slovenske pripovedi o čarovnicah, čarovnikih in vračih. Radovljica: Didakta, 2006. (COBISS)
- Videnja pokrajine. Radovljica: Didakta, 2007.
- Od ajda do zlatoroga : slovenska bajeslovna bitja. Celovec; Ljubljana; Dunaj: Mohorjeva, 2008. 352 str. (COBISS)